# Systatica
Systatica is een geslacht van vlinders van de familie spanners (Geometridae), uit de onderfamilie Oenochrominae.

## Soorten
- S. drakei Prout, 1910
- S. xanthastis Lower, 1894